# 青春玉 -学生時代-
『青春玉 -学生時代-』は1992年3月30日にSony Recordsからリリースされた爆風スランプのベスト・アルバム。

## 概要
- 青春をテーマに選曲されたベストアルバム。
- ジャケットイラストは、イラストレーターの吉田カツが担当。

## メンバー
- サンプラザ中野 - ボーカル
- パッパラー河合 - ギター
- ファンキー末吉 - ドラム、リーダー
- バーベQ和佐田 - ベース

## 収録曲
全作詞：サンプラザ中野（特記以外）、全曲・編曲：BAKUFU-SLUMP（特記以外）
| #         | タイトル                                                             | 作詞                | 作曲                         | 編曲                        | 時間  |
| --------- | -------------------------------------------------------------------- | ------------------- | ---------------------------- | --------------------------- | ----- |
| 1.        | 「学生時代(××ヴァージョン)」(ペギー葉山のカバー曲。)                 | 平岡精二            | 平岡精二                     | BAKUFU-SLUMP/エンペラー福田 | 3:04  |
| 2.        | 「週刊東京『少女A』(最近の録音)」                                    | サンプラザ中野      | 中崎英也                     | BAKUFU-SLUMP/中崎英也       | 2:57  |
| 3.        | 「青春りっしんべん」                                                 | サンプラザ中野      | 江川ほーじん                 | BAKUFU-SLUMP/中崎英也       | 3:56  |
| 4.        | 「The Good Bye」                                                     | サンプラザ中野      | 江川ほーじん、パッパラー河合 | BAKUFU-SLUMP/中崎英也       | 3:56  |
| 5.        | 「涙の陸上部 (声で勝負)」                                            | サンプラザ中野      | 中崎英也                     | BAKUFU-SLUMP                | 2:57  |
| 6.        | 「THE TSURAI」                                                       | サンプラザ中野      | 江川ほーじん                 | BAKUFU-SLUMP/新田一郎       | 4:55  |
| 7.        | 「夕焼け物語 (和佐田の巻)」                                          | サンプラザ中野      | パッパラー河合               | BAKUFU-SLUMP/新田一郎       | 3:58  |
| 8.        | 「KASHIWAマイ・ラブ ～ユーミンを聞きながら～」(Vocal:パッパラー河合) | サンプラザ中野      | パッパラー河合               | BAKUFU-SLUMP/新川博         | 4:44  |
| 9.        | 「青春の役立たず」                                                   | サンプラザ中野      | 中崎英也                     | BAKUFU-SLUMP/中崎英也       | 3:11  |
| 10.       | 「Runner(MSGヴァージョン)」                                          | サンプラザ中野      | ファンキー末吉               | BAKUFU-SLUMP                | 2:47  |
| 11.       | 「涙2(LOVEヴァージョン)」                                            | サンプラザ中野      | パッパラー河合               | BAKUFU-SLUMP/エンペラー福田 | 3:50  |
| 12.       | 「星に願いを」(Leigh Harline-Ned Washington)                         | 訳詩:サンプラザ中野 | リー・ハーライン             | BAKUFU-SLUMP/エンペラー福田 | 3:19  |
| 合計時間: | 合計時間:                                                            | 合計時間:           | 合計時間:                    | 合計時間:                   | 43:34 |

1. 学生時代(××ヴァージョン)
新曲。ペギー葉山のカバー曲。
2. 週刊東京『少女A』(最近の録音)
新録。
3. 青春りっしんべん
4. The Good Bye
5. 涙の陸上部(声で勝負)
アカペラによる新録。
6. THE TSURAI
7. 夕焼け物語(和佐田の巻)
ベースがバーベQ和佐田のものに差し替えられたバージョン。
8. KASHIWAマイ・ラブ～ユーミンを聞きながら～
9. 青春の役立たず
初CD化曲。
10. Runner(MSGヴァージョン)
アコースティックバージョンによる新録。
11. 涙2(LOVEヴァージョン)
12. 星に願いを
訳詞：サンプラザ中野、作曲：リー・ハーライン
1940年のディズニー映画「ピノキオ」の主題歌のカバー曲。元々は和佐田がかつて所属していたバンド、Topsのアルバム「VEHICLE」に収録されていた中野訳詞による日本語カバー曲だったものをセルフカバー。